# Lua em quarto minguante

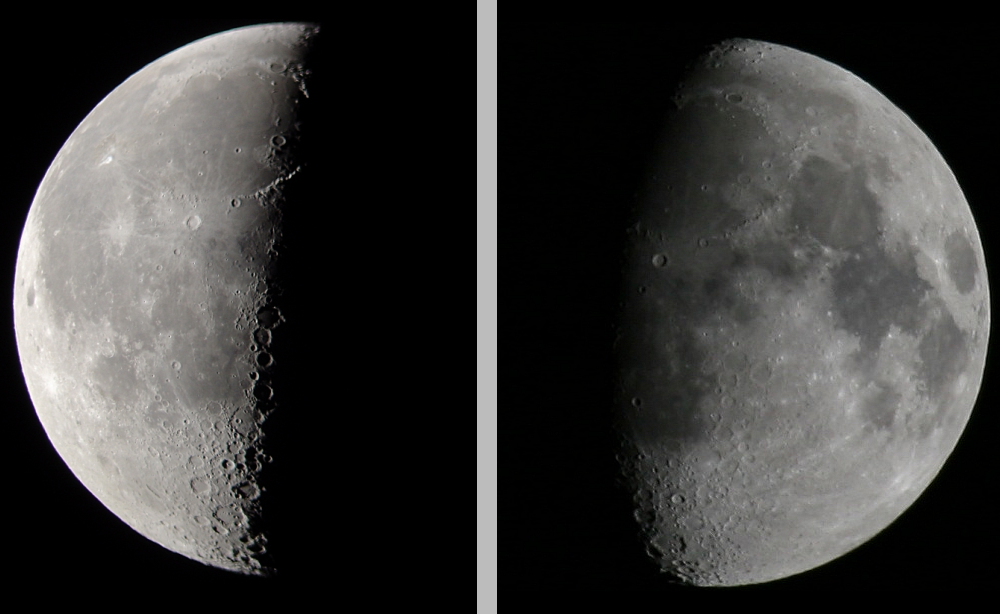
Quarto minguante vista no hemisfério norte (esquerda) e no hemisfério sul (direita)

Quarto minguante é uma das fases da Lua. Ocorre quando o ângulo Terra-Lua-Sol é aproximadamente reto, de modo que vemos apenas cerca da metade do disco lunar, no período em que a parte iluminada está diminuindo progressivamente.
No hemisfério norte, a metade esquerda do disco está iluminada (lembrando uma letra "C"), enquanto no hemisfério sul, a metade direita do disco ilumina-se durante esta fase (lembrando uma letra "D").

## Na cultura e folclore
Segundo o herbalista Scott Cunningham, feitiços de amor nunca podem ser feitos durante esta fase lunar.
Em Pernambuco, segundo Pereira da Costa, e em Portugal existia um ditado que rezava: "Quando míngua a lua, não comece coisa algũa"